# Terezjanki

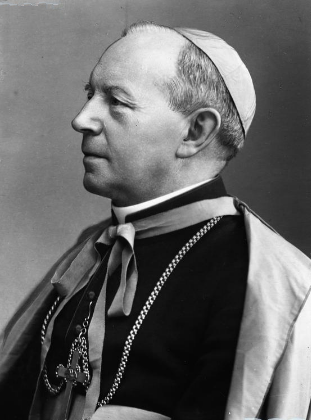
bp Adolf Szelążek, założyciel terezjanek

Terezjanki; pełna nazwa Zgromadzenie Sióstr św. Teresy od Dzieciątka Jezus – żeńskie, rzymskokatolickie zgromadzenie zakonne założone 1 sierpnia 1936 przez biskupa Adolfa Szelążka.

## Geneza
Punktem wyjścia do powstania zgromadzenia były dwa stowarzyszenia kościelne: Asocjacja Chrystusa Króla oraz Związek Terezjański, które choć różniące się celach i zadaniach, miały cechy wspólne oraz dążyły do zorganizowanego życia zakonnego.
Asocjacja Chrystusa Króla organizowana była przez Marię Kubasiewicz, która widziała potrzebę powstania zgromadzenia zakonnego poświęconego pracy wychowawczej i misyjnej wśród zaniedbanych religijnie. W 1926 inspirowana ustanowieniem święta Chrystusa Króla wystąpiła z prośbą do biskupa Adolfa Szelążka, ordynariusza diecezji łuckiej, o zatwierdzenie projektu stowarzyszenia misyjnego poświęconego służbie Chrystusowi Królowi. 22 czerwca 1927 pozwolił na założenie zrzeszenia kościelnego na okres 3 lat, a 12 maja 1930 zostało erygowane stowarzyszenie kościelne o nazwie Asocjacja Chrystusa Króla posiadające osobowość prawną. Maria Kubasiewicz kierowała stowarzyszeniem troszcząc się o jego rozwój oraz przygotowując do przekształcenia w zgromadzenie zakonne.
Natomiast Związek Terezjański wyrósł z działalności Heleny Jander w założonym przez nią w 1923 Zakładzie Naukowo-Wychowawczym dla Dziewcząt Słabego Zdrowia w Świdrze oraz ks. Jana Majchrzyckiego. Do zakładu przyjeżdżały dziewczęta ze schorzeniami górnych dróg oddechowych, gdzie  kontynuowały naukę w zakresie szkoły podstawowej. ks. Jan Majchrzycki został kapelanem zakładu, w którym rozwijał się kult Teresy od Dzieciątka Jezus. Z czasem  placówka przyjęła nazwę: Zakład Naukowo-Wychowawczy Klimatyczno-Leczniczy im. św. Teresy od Dzieciątka Jezus dla dziewczynek. W 1923 ksiądz Majchrzycki założył pierwszą w Polsce organizację dla dziewcząt tzw. kółka św. Teresy od Dzieciątka Jezus, tereski. Zakład w Świdrze stał się miejscem centralnym dla powstających w całej Polsce kółek św. Teresy. Kolejnym etapem rozwoju było założenie przez księdza Majchrzyckiego w 1930 stowarzyszenia kościelnego pod nazwą Związek Terezjański skupiającego nauczycielki szkół, które zajmowały się prowadzeniem i organizowaniem kółek św. Teresy od Dzieciątka Jezus. Kółka najprężniej rozwijały się na terenie Warszawy, osobną grupę stanowiły kółka powstałe na Wołyniu, gdzie rozwijały się równie intensywnie. W styczniu 1933 przy zaangażowaniu biskupa Adolfa Szelążka Helena Jander rozpoczęła organizację nowego domu, przedszkola i internatu w Łucku. Po śmierci ks. Jana Majchrzyckiego w 1934 biskup Szelążek przejął inicjatywę tworzenia zgromadzenia zakonnego na bazie Związku Terezjańskiego.

## Powstanie zgromadzenia
W marcu 1936 biskup Adolf Szelążek wystąpił o nihil obstat Stolicy Apostolskiej, aby zgodnie z przepisami prawa kanonicznego mógł erygować zgromadzenia zakonne. W tym czasie Asocjacja Chrystusa Króla liczyła ok. 40 osób prowadzących życie wspólne w sześciu placówkach, a Związek Terezjański 12 osób i domy w Łucku i Świdrze. W odpowiedzi z 4 maja 1936 Kongregacja ds. zakonów w sprawie Zgromadzenia Niewiast Chrystusa Króla zaleciła odłożyć należy sprawę na odpowiedniejszy czas. Natomiast 14 lipca 1936 biskup Szelążek otrzymał pozytywną odpowiedź w sprawie Zgromadzenia Sióstr św. Teresy od Dzieciątka Jezus i przygotował konstytucje i dekret erekcyjny na 1 sierpnia 1936. Z nieznanych przyczyn nikt ze Związku Terezjańskiego nie zgłosił się do biskupa po odbiór dekretu i konstytucji. W tej trudnej sytuacji biskup Szelążek nie anulował jednak dekretu, ale po rozeznaniu sytuacji rozpoczął rozmowy z Marią Kubasiewicz, przedstawicielką Asocjacji Chrystusa Króla.
Charakter asocjacji był inny od Zgromadzenia Sióstr św. Teresy od Dzieciątka Jezus, jednak zadania i środki realizacji apostolatu były podobne. W obu stowarzyszeniach była obecna duchowość św. Teresy od Dzieciątka Jezus i w obu patronowała dziełom miłosierdzia. A ich zadaniem było rozwijanie kościelnych organizacji dla młodzieży i troska o ludzi zaniedbanych religijnie. 17 września 1936 Maria Kubasiewicz wyraziła zgodę, aby członkinie Asocjacji Chrystusa Króla zostały włączone do Zgromadzenia Sióstr św. Teresy od Dzieciątka Jezus. 6 października 1936 w Maszowie na Wołyniu odbyła się pierwsza kapituła generalna, a s. Maria Kubasiewicz została przełożoną generalną. Wybuch II wojny światowej utrudnił łączność pomiędzy siostrami, a biskupem założycielem. Po wojnie siostry musiały opuścić domy na Wołyniu, a biskup w maju 1946 został deportowany do Polski i zamieszkał w Zamku Bierzgłowskim. 30 grudnia 1947 druga kapituła generalna w Ścinawce Dolnej wybrała na przełożoną generalną s. Bernardę Nakonowską.
Obecnie siostry pracują w kilkunastu domach zakonnych w Polsce oraz na Ukrainie i we Włoszech.